# Pseudocalamobius rondoni
Pseudocalamobius rondoni là một loài bọ cánh cứng trong họ Cerambycidae.